# Ambène
L'Ambène est une petite rivière qui coule dans le département du Puy-de-Dôme, en région Auvergne-Rhône-Alpes, affluent du Bédat, donc sous-affluent de la Loire par l'Allier et la Morge.

## Étymologie
Son nom vient du mot gaulois ambe qui signifie « rivière » auquel se rajoute le suffixe diminutif -ena qui en fait « la petite rivière ». Ce nom donnera celui occitan (Ambena repris tel quel) et celui français (Ambène).

## Géographie
La longueur de son cours d'eau de 30,32 kilomètres.
Elle prend sa source sur un plateau granitique à environ 800 m d'altitude, au pied de la roche de Sauterre (977 m) sur la commune de Manzat.
Elle passe ensuite à Charbonnières-les-Varennes, puis par cascades et cascatelles successives, elle emprunte les gorges d'Enval, sauvage précipice appelé le « Bout du monde ».
Au bout de ces défilés, l'Ambène entre dans la plaine de la Limagne, traverse Mozac où elle est renforcée par le ruisseau des Moulins Blancs qui naît à Saint-Genès-l'Enfant (commune de Malauzat). À Mozac, elle traverse le territoire communal d'ouest en est, en passant à 150 m au nord de l'abbaye Saint-Pierre, puisqu'elle était un élément de sa défense. Au terroir dit des Boules entre Mozac et Riom, elle est artificiellement détournée pour alimenter le centre médiéval de la ville de Riom où existait un quartier artisanal de tanneries.
Elle passe enfin au sud d'Ennezat avant de se jeter au point de confluence d'Entraigues dans la rivière du Bédat (environ 310 m d'altitude, rive gauche), affluent de la Morge et sous-affluent de l'Allier.

### Communes et cantons traversés
Par ordre, d'amont en aval, sept communes sont traversées par l'Ambène : Manzat, Charbonnières-les-Varennes, Enval, Mozac, Riom, Ennezat et Entraigues.
Soit en termes de cantons, l'Ambène prend source dans le canton de Saint-Georges-de-Mons, traverse les canton de Saint-Ours, canton de Châtel-Guyon, canton de Riom, conflue dans le canton d'Aigueperse, le tout dans l'arrondissement de Riom.

### Bassin versant
L'Ambène traverse une seule zone hydrographique Le Bédat de l'Ambène (C) à la Morge (NC) (K277) de 393 km2 de superficie,. Ce bassin versant est constitué à 55,62 % de « territoires agricoles », à 26,12 % de « forêts et milieux semi-agricoles », à 18,39 % de « territoires artificialisés »

## Affluents
L'Ambène a quatre affluents référencés dont :
- le Sardon ou le ruisseau le Ponturin (rg), 11,1 km sur quatre communes avec trois affluents et de rang de Strahler trois[3].

Donc son rang de Strahler est de quatre.

## La coulée verte
Projet initié en 1982, participant à la sensibilisation à l'environnement. La communauté de communes Riom Communauté, puis  la communauté d'agglomération Riom, Limagne et Volcans, aménagent ainsi les berges de l'Ambène afin de proposer un cheminement doux.
L’objectif final est de créer un cheminement partant des gorges d’Enval pour rallier Riom, à hauteur du moulin de la Croûte en passant par Mozac, soit un circuit total de 10,5 kilomètres bordant l’Ambène, et qui sera accessible à tous.
L'espace aménagé comprend une piste cyclable, des cheminements piétonniers, des aires de jeux et des terrains de sport.